# Jakub Błaszczykowski
Jakub "Kuba" Błaszczykowski (phát âm tiếng Ba Lan: [ˈjakup ˈkuba bwaʂt͡ʂɨˈkɔfskʲi] ⓘ; sinh ngày 14 tháng 12 năm 1985) là một cựu cầu thủ bóng đá chuyên nghiệp người Ba Lan chơi ở vị trí tiền vệ cánh, hiện là một doanh nhân và là chủ sở hữu một phần của Wisła Kraków. Anh bắt đầu chơi bóng chuyên nghiệp tại Wisła Kraków, gây dựng tiếng tăm khi còn trẻ. Năm 2007, anh gia nhập Borussia Dortmund, nơi anh ấy đã dành phần lớn sự nghiệp của mình, có hơn 250 lần ra sân và giành được hai danh hiệu Bundesliga, hai danh hiệu DFL-Supercup và một DFB-Pokal.
Błaszczykowski hai lần được xướng tên Cầu thủ bóng đá Ba Lan của năm vào các năm 2008 và 2010. Với 109 lần ra sân, anh là cầu thủ số lần khoác áo nhiều thứ hai của Đội tuyển quốc gia Ba Lan, và là đội trưởng của họ khi họ đồng tổ chức UEFA Euro 2012, đồng thời xuất hiện tại UEFA Euro 2016 và Giải vô địch bóng đá thế giới 2018.

## Sự nghiệp câu lạc bộ

### Cho mượn tại Fiorentina
Vào ngày 31 tháng 8 năm 2015, Błaszczykowski gia nhập Fiorentina theo dạng cho mượn một mùa giải từ Borussia Dortmund.

### VfL Wolfsburg
Vào ngày 1 tháng 8 năm 2016, Błaszczykowski gia nhập VfL Wolfsburg theo hợp đồng ba năm với mức phí được báo cáo là 5 triệu €. Vào tháng 1 năm 2019, hợp đồng của anh ấy với Wolfsburg bị chấm dứt.

### Trở lại Wisła Kraków
Vào ngày 7 tháng 2 năm 2019, Błaszczykowski tái gia nhập câu lạc bộ cũ Wisła Kraków theo dạng chuyển nhượng tự do. Vào tháng 4 năm 2020, anh trở thành chủ sở hữu một phần của câu lạc bộ. Anh ấy đã bỏ lỡ hầu hết các chiến dịch 2021–22 và 2022–23 sau khi bị rách ACL vào tháng 11 năm 2021. Vào ngày 20 tháng 7 năm 2023, trước thềm mùa giải 2023–24, Błaszczykowski tuyên bố từ giã sự nghiệp bóng đá chuyên nghiệp ở tuổi 37.

## Đời tư
Jakub có một tuổi thơ khá bi kịch trước khi đi đến con đường bóng đá. Vào tháng 9 năm 1996, bố anh đã ra tay sát hại mẹ anh ngay trước mặt Jakub, và điều này đã khiến cho cầu thủ này bị ảnh hưởng tâm lý. Sau khi bố phải vào tù vì tội giết người, Jakub và anh trai Dawid được bà nuôi dưỡng và nhận sự chăm sóc của người chú, cựu đội trưởng và cũng đang là huấn luyện viên Đội tuyển quốc gia Ba Lan, Jerzy Brzęczek. Đã có khoảng thời gian, Jakub định từ bỏ bóng đá, song nhờ sự giúp sức của người chú, anh quay trở lại Raków Częstochowa để tiếp tục theo đuổi ước mơ. Jakub coi bà anh là nguồn cảm hứng cho thành công tương lai của anh, và trong mỗi lần anh ghi bàn, anh luôn ăn mừng bằng việc chỉ tay lên trời để thể hiện sự tưởng nhớ với người mẹ.

## Thống kê

### Câu lạc bộ
Tính đến 6 tháng 6 năm 2023
| Câu lạc bộ          | Mùa giải            | Giải vô địch quốc gia | Giải quốc nội | Giải quốc nội | Cúp quốc gia | Cúp quốc gia | Châu lục | Châu lục | Tổng cộng | Tổng cộng |
| Câu lạc bộ          | Mùa giải            | Giải vô địch quốc gia | Trận          | Bàn           | Trận         | Bàn          | Trận     | Bàn      | Trận      | Bàn       |
| ------------------- | ------------------- | --------------------- | ------------- | ------------- | ------------ | ------------ | -------- | -------- | --------- | --------- |
| KS Częstochowa      | 2002–03             | III Liga              | 2             | 0             | –            | –            | –        | –        | 2         | 0         |
| KS Częstochowa      | 2003–04             | III Liga              | 13            | 5             | –            | –            | –        | –        | 13        | 5         |
| KS Częstochowa      | 2004–05             | III Liga              | 9             | 6             | –            | –            | –        | –        | 9         | 6         |
| Tổng cộng           | KS Częstochowa      | KS Częstochowa        | 24            | 11            | –            | –            | –        | –        | 24        | 11        |
| Wisła Kraków        | 2004–05             | Ekstraklasa           | 11            | 1             | 4            | 1            | –        | –        | 15        | 2         |
| Wisła Kraków        | 2005–06             | Ekstraklasa           | 17            | 0             | 2            | 0            | 1        | 0        | 20        | 0         |
| Wisła Kraków        | 2006–07             | Ekstraklasa           | 23            | 2             | 1            | 1            | 8        | 0        | 32        | 3         |
| Tổng cộng           | Wisła Kraków        | Wisła Kraków          | 51            | 3             | 7            | 2            | 9        | 0        | 67        | 5         |
| Borussia Dortmund   | 2007–08             | Bundesliga            | 24            | 1             | 3            | 0            | –        | –        | 27        | 1         |
| Borussia Dortmund   | 2008–09             | Bundesliga            | 27            | 3             | 0            | 0            | 2        | 0        | 29        | 3         |
| Borussia Dortmund   | 2009–10             | Bundesliga            | 32            | 1             | 2            | 0            | –        | –        | 34        | 1         |
| Borussia Dortmund   | 2010–11             | Bundesliga            | 29            | 3             | 1            | 0            | 7        | 0        | 37        | 3         |
| Borussia Dortmund   | 2011–12             | Bundesliga            | 29            | 6             | 6            | 0            | 5        | 1        | 40        | 7         |
| Borussia Dortmund   | 2012–13             | Bundesliga            | 27            | 11            | 4            | 2            | 10       | 1        | 41        | 14        |
| Borussia Dortmund   | 2013–14             | Bundesliga            | 16            | 2             | 2            | 0            | 6        | 1        | 24        | 3         |
| Borussia Dortmund   | 2014–15             | Bundesliga            | 13            | 0             | 4            | 0            | 3        | 0        | 20        | 0         |
| Tổng cộng           | Borussia Dortmund   | Borussia Dortmund     | 197           | 27            | 22           | 2            | 33       | 3        | 252       | 32        |
| ACF Fiorentina      | 2015–16             | Serie A               | 15            | 2             | 0            | 0            | 5        | 0        | 20        | 2         |
| VfL Wolfsburg       | 2016–17             | Bundesliga            | 28            | 0             | 2            | 0            | –        | –        | 30        | 0         |
| VfL Wolfsburg       | 2017–18             | Bundesliga            | 9             | 1             | 2            | 0            | –        | –        | 11        | 1         |
| VfL Wolfsburg       | 2018–19             | Bundesliga            | 1             | 0             | 1            | 0            | –        | –        | 2         | 0         |
| Tổng cộng           | Vfl Wolfsburg       | Vfl Wolfsburg         | 38            | 1             | 5            | 0            | 0        | 0        | 43        | 1         |
| Wisła Kraków        | 2018–19             | Ekstraklasa           | 8             | 5             | 0            | 0            | —        | —        | 8         | 5         |
| Wisła Kraków        | 2019–20             | Ekstraklasa           | 22            | 7             | 0            | 0            | —        | —        | 22        | 7         |
| Wisła Kraków        | 2020–21             | Ekstraklasa           | 16            | 4             | 0            | 0            | —        | —        | 16        | 4         |
| Wisła Kraków        | 2021–22             | Ekstraklasa           | 2             | 0             | 0            | 0            | —        | —        | 2         | 0         |
| Wisła Kraków        | 2022–23             | Ekstraklasa           | 2             | 0             | 0            | 0            | —        | —        | 2         | 0         |
| Tổng cộng           | Wisła Kraków        | Wisła Kraków          | 50            | 16            | 0            | 0            | —        | —        | 50        | 16        |
| Tổng cộng sự nghiệp | Tổng cộng sự nghiệp | Tổng cộng sự nghiệp   | 375           | 60            | 33           | 4            | 47       | 3        | 459       | 67        |

1. ↑  Tính cả DFB-Pokal và DFL-Supercup
2. ↑  Tính cả UEFA Champions League và UEFA Europa League

### Bàn thắng quốc tế
Bàn thắng của Ba Lan liệt kê trước
| #   | Ngày                 | Địa điểm                                                | Đối thủ      | Bàn thắng | Kết quả | Giải đấu                    |
| --- | -------------------- | ------------------------------------------------------- | ------------ | --------- | ------- | --------------------------- |
| 1.  | 22 tháng 8 năm 2007  | Sân vận động Lokomotiv, Moskva, Nga                     | Nga          | 2–2       | 2–2     | Giao hữu                    |
| 2.  | 11 tháng 10 năm 2008 | Sân vận động Śląski, Chorzów, Ba Lan                    | Cộng hòa Séc | 2–0       | 2–1     | Vòng loại World Cup 2010    |
| 3.  | 3 tháng 3 năm 2010   | Sân vận động Polonii Warszawa, Warsaw, Ba Lan           | Bulgaria     | 1–0       | 2–0     | Giao hữu                    |
| 4.  | 9 tháng 10 năm 2010  | Soldier Field, Chicago, Hoa Kỳ                          | Hoa Kỳ       | 2–2       | 2–2     | Giao hữu                    |
| 5.  | 10 tháng 8 năm 2011  | Sân vận động Zagłębia Lubin, Lubin, Ba Lan              | Gruzia       | 1–0       | 1–0     | Giao hữu                    |
| 6.  | 6 tháng 9 năm 2011   | PGE Arena, Gdańsk, Ba Lan                               | Đức          | 2–1       | 2–2     | Giao hữu                    |
| 7.  | 7 tháng 10 năm 2011  | Sân vận động World Cup Seoul, Seoul, Hàn Quốc           | Hàn Quốc     | 2–2       | 2–2     | Giao hữu                    |
| 8.  | 11 tháng 10 năm 2011 | BRITA-Arena, Wiesbaden, Đức                             | Belarus      | 1–0       | 2–0     | Giao hữu                    |
| 9.  | 2 tháng 6 năm 2012   | Sân vận động Quân đội Ba Lan, Warsaw, Ba Lan            | Andorra      | 3–0       | 4–0     | Giao hữu                    |
| 10. | 12 tháng 6 năm 2012  | Sân vận động Quốc gia, Warsaw, Ba Lan                   | Nga          | 1–1       | 1–1     | Euro 2012                   |
| 11. | 7 tháng 9 năm 2012   | Sân vận động thành phố Podgorica, Podgorica, Montenegro | Montenegro   | 1–0       | 2–2     | Vòng loại World Cup 2014    |
| 12. | 11 tháng 9 năm 2012  | Sân vận động Miejski, Wrocław, Ba Lan                   | Moldova      | 1–0       | 2–0     | Vòng loại World Cup 2014    |
| 13. | 7 tháng 6 năm 2013   | Sân vận động Zimbru, Chişinău, Moldova                  | Moldova      | 1–0       | 1–1     | Vòng loại World Cup 2014    |
| 14. | 10 tháng 9 năm 2013  | Sân vận động Olimpico, Serravalle, San Marino           | San Marino   | 2–1       | 5–1     | Vòng loại World Cup 2014    |
| 15. | 7 tháng 9 năm 2015   | Sân vận động Quốc gia, Warsaw, Ba Lan                   | Gibraltar    | 6–0       | 8–1     | Vòng loại Euro 2016         |
| 16. | 22 tháng 3 năm 2016  | Sân vận động Miejski, Poznań, Ba Lan                    | Serbia       | 1–0       | 1–0     | Giao hữu                    |
| 17. | 21 tháng 6 năm 2016  | Sân vận động Vélodrome, Marseille, Pháp                 | Ukraina      | 1–0       | 1–0     | Euro 2016                   |
| 18. | 25 tháng 6 năm 2016  | Sân vận động Geoffroy-Guichard, Saint-Étienne, Pháp     | Thụy Sĩ      | 1–0       | 1–1     | Euro 2016                   |
| 19. | 5 tháng 10 năm 2017  | Sân vận động Cộng hòa Vazgen Sargsyan, Yerevan, Armenia | Armenia      | 4–1       | 6–1     | Vòng loại World Cup 2018    |
| 20. | 12 tháng 6 năm 2018  | Sân vận động Quốc gia, Warsaw, Ba Lan                   | Litva        | 4–0       | 4–0     | Giao hữu                    |
| 21. | 11 tháng 10 năm 2018 | Sân vận động Śląski, Chorzów, Ba Lan                    | Bồ Đào Nha   | 2–3       | 2–3     | UEFA Nations League 2018–19 |